# مقاطعة رد ويلو (نبراسكا)
مقاطعة رد ويلو (بالإنجليزية: Red Willow County)‏ هي إحدى مقاطعات ولاية نبراسكا في الولايات المتحدة الأمريكية.